# Роуз, Эстер
Эстер Эльвина Роуз (англ. Esther Elvina Rose, 1 апреля 1901, Ту-Харборс, Миннесота — 16 июля 1990, Ла-Меса, Калифорния) — американская художница, работавшая в технике масла, коллажа, шелкографии и акварели. Наибольшую известность ей принесли импрессионистские изображения побережья Калифорнии. 

## Ранние годы
Эстер Эльвина Холбек родилась в Ту-Харборс, штат Миннесота. Родителями Эстер были Джон и Хильма Холбек. Джон эмигрировал из Норвегии в 1883 году, а Хильма — в 1880 году. Хильма родилась в Норвегии, однако её родители были шведами. Эстер была третьим ребёнком из пяти детей, родившихся в Соединённых Штатах. Её братья и сёстры: Ингвальд Дж., Альма Ингеборг, Хильмар Арнольд и Карл Уоллес. В 1910 году семья жила в Уолдо, округ Лейк, штат Миннесота. К 1920 году они жили в Ту-Харборс, штат Миннесота. 
9 июля 1921 года Эстер вышла замуж за Фрэнка Арчи Роуза. Во время Первой мировой войны Фрэнк служил сержантом в армии США. Он был фотографом-любителем и спортивным обозревателем газеты в городе Ту-Харборс. В 1924 году они обосновались в Сан-Диего, штат Калифорния, и в том же году открыли первый магазин Karmelkorn Shoppe в Сан-Диего.

## Творчество
Роуз начала рисовать в возрасте 45 лет. Она училась у портретиста Фредерика Таубса, художника-мариниста Беннета Брэдбери и преподавателя акварели Дж. Милфорда Эллисона в Институте искусств Сан-Диего. 
Она особенно известна своими морскими видами побережья Калифорнии, написанными в стиле импрессионизма, а также писала натюрморты и пейзажи. Она писала маслом и акварелью. Помимо станковой живописи, Роуз исследовала шелкографию, сериграфию, трафаретную печать, гравюру и коллажи. 
Роуз была членом Ассоциации искусств Западного побережья, Ассоциации искусств Центрального побережья, Ассоциации искусств Пасифик-Гроув в районе Монтерея и Ассоциации искусств Футхиллс в Ла-Месе, Калифорния.

## Личная жизнь
У Эстер и Фрэнка было трое детей. Юджин Деннис Роуз стал православным иеромонахом, известным как Серафим Роуз. Эйлин Роуз Басби была писательницей и экспертом по антиквариату, а Фрэнк Роуз был бизнесменом. Среди внуков — учёный Дж. Майкл Скотт, эксперт по антиквариату Корделия Мендоса и автор детективных романов Кэти Скотт. После того, как Роуз вышли на пенсию, они переехали в Кармел-бай-те-Си в Северной Калифорнии. Её муж Фрэнк умер 30 июля 1968 года, а Эстер Роуз умерла в 1990 году в Ла-Месе, Калифорния. Оба похоронены на кладбище Эль-Кармело, Пасифик-Гроув, Калифорния.